# Plymouth GTX
Pour les articles homonymes, voir GTX.

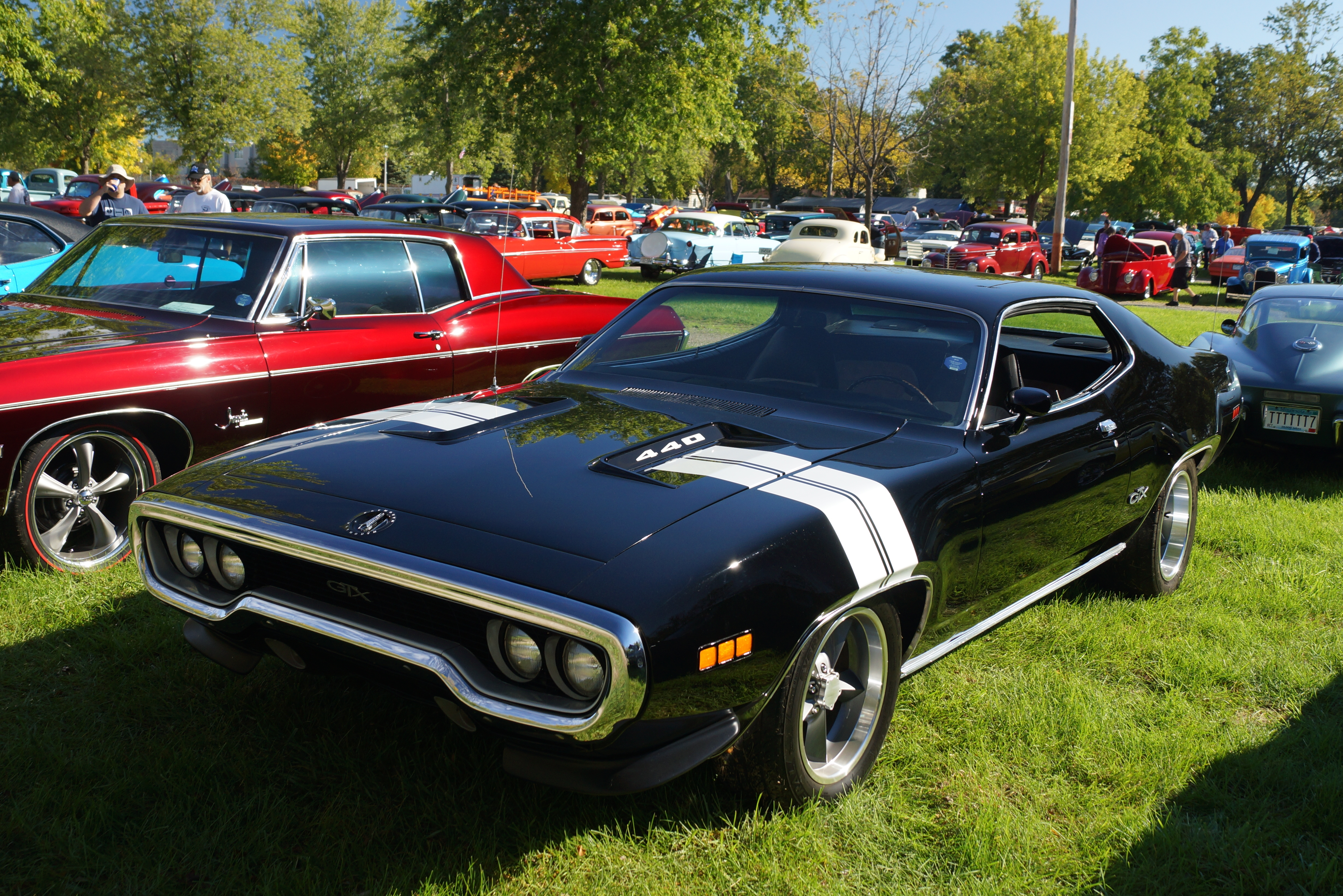
Plymouth GTX de 1971

La Plymouth GTX est une automobile introduite sous le nom de Belvedere GTX en 1967 par la division Plymouth. Elle a été positionnée comme une Muscle car de performance haut de gamme de taille moyenne jusqu'en 1971.

## Première génération
La GTX était basée sur la Belvedere, mais se différenciait par une calandre noire et un carénage arrière spécial, des entrées d'air sur le capot en fibre de verre avec des rayures de course en option, un bouchon de réservoir à essence "pop-open" chromé et un tachymètre monté sur la console centrale.
La GTX était équipée du V8 de 375 ch. En option, le V8 426 7.0 L était disponible. Un système de suspension robuste était également en standard.

### Performance
| Modèle   | 0-100 km/h   | Temps au quart de mile   | Source |
| -------- | ------------ | ------------------------ | ------ |
| 440      | 6,5 secondes | 15,2 secondes à 156 km/h |        |
| 426 Hemi | 4,8 secondes | 13,5 secondes à 169 km/h |        |

## Seconde génération

### 1968

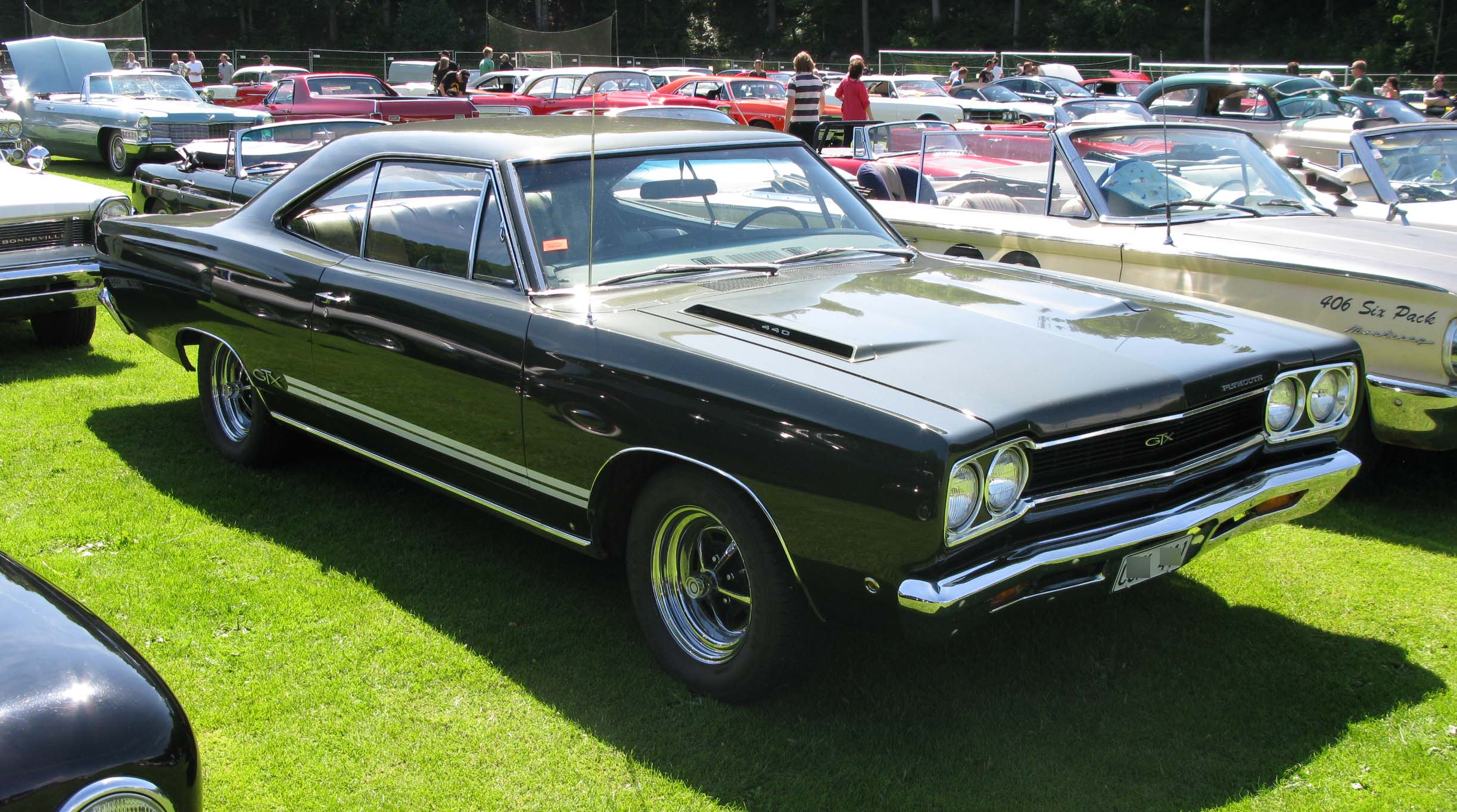
1968 Plymouth GTX

Chrysler introduisit des modifications majeures dans la conception du modèle B-Body Plymouth de 1968 et donna une tout nouveau look à la GTX. Un nouveau corps a remplacé le design rectiligne précédent. La haute performance 440 était standard dans la GTX. La transmission automatique TorqueFlite était aussi standard, alors que c'était une option à coût supplémentaire dans le Road Runner. La GTX utilisait la version Sport Satellite et était proposée en deux modèles de carrosserie, un cabriolet à deux portes et un toit rigide à deux portes (sans pilier B). Tous comportaient deux « bandes de course » horizontales sur les côtés inférieurs se terminant par un logo GTX devant les ouvertures des roues arrière.
La GTX a été positionnée pour être un modèle haut de gamme du Plymouth Road Runner en ajoutant une touche de luxe à la performance. La nouvelle version de la GTX embarquait le nouveau V8 383 6.3L. Il y avait aussi moins d’isolation et d’éléments de confort, ce qui réduisait le poids et la maintenait dans les bas prix.

### 1969

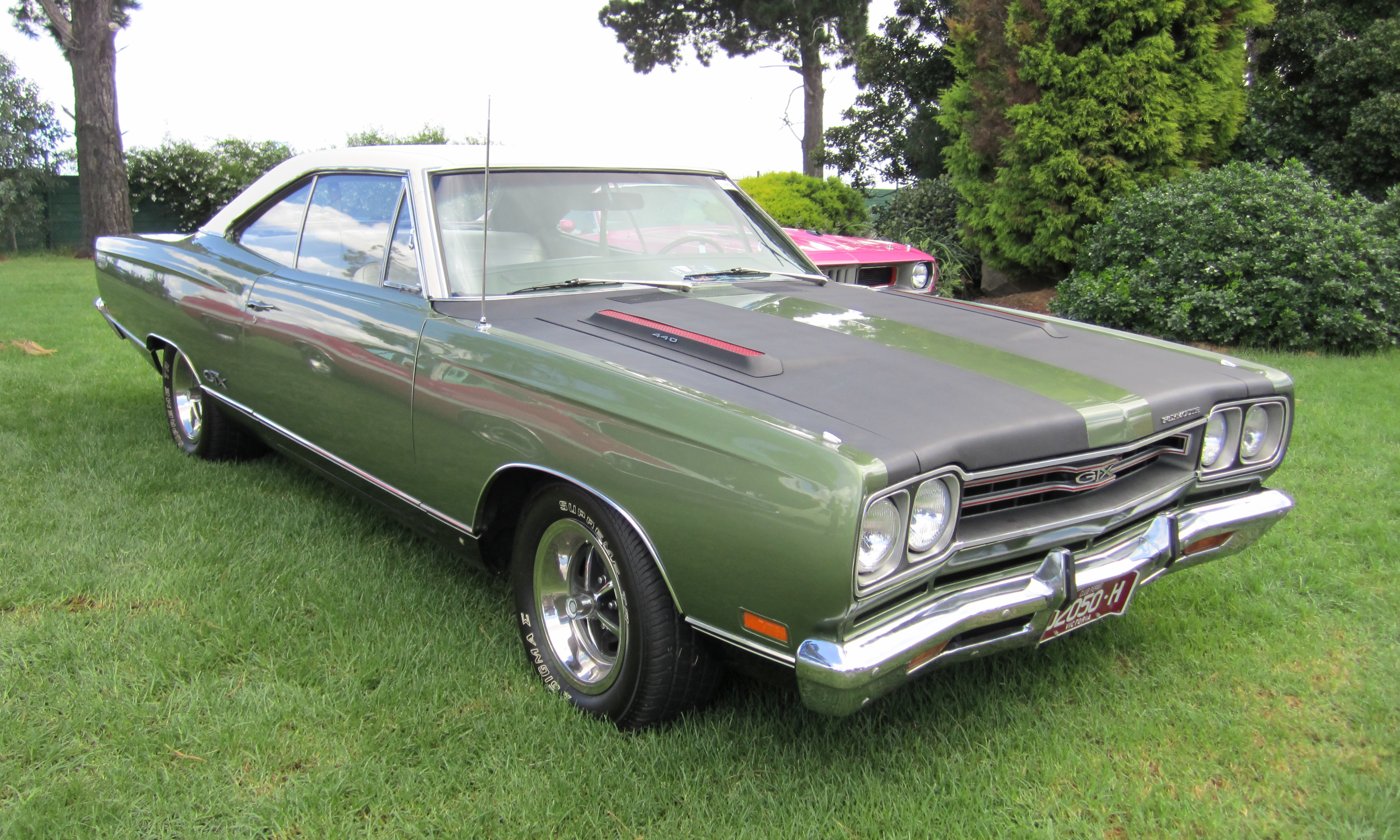
Plymouth GTX 1969

En 1969, les ventes de la GTX ont chuté lorsque le Road Runner était également proposé dans une carrosserie décapotable. La GTX a reçu des modifications cosmétiques mineures des feux arrière et de la calandre, ainsi que des feux de position latéraux. Le capot optionnel Air Grabber (de série sur les voitures à moteur Hemi) comportait des ouvertures fonctionnelles des deux côtés du capot contrôlées depuis le tableau de bord.
La GTX de 1969 avait une peinture noire standard sur le côté inférieur du corps à la place des rayures précédentes. Le 440 V8 standard était évalué à 375 ch. C'était la dernière année que le modèle convertible était disponible sur la GTX. La production totale était de 701 GTX convertibles en 1969. Parmi eux, onze étaient équipés du 426 Hemi; quatre automatiques à quatre vitesses et sept automatiques TorqueFlite.

### 1970

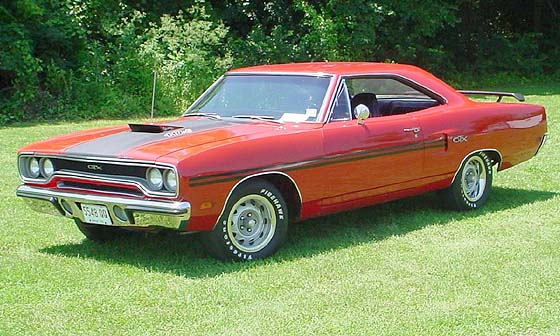
GTX 1970 avec capot Air Grabber

La GTX de 1970 a subi une refonte mineure avec une nouvelle calandre et des feux arrière. Les ventes étaient faibles car la voiture ne semblait pas très différente de la Road Runner. Les stylistes ont adouci les lignes et introduit un capot « à renflement électrique ». Le style de carrosserie convertible n'était plus disponible. La hotte Air Grabber est revenue. La GTX était disponible avec le carburateur standard 440 à quatre corps. En option, les 440 et le 426 Hemi. Conformément à la stratégie marketing, le modèle de 1970 incluait de nombreuses fonctionnalités standard.
Le seul autre modèle de luxe haute performance de la gamme de Plymouth était la Sport Fury GT, construite sur la plateforme C-Body. La GT a été ajoutée à la gamme en 1970.

## Troisième génération

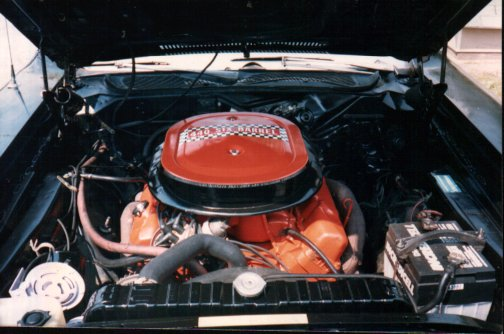
Moteur 440 + 6 dans un Plymouth Road Runner de 1971

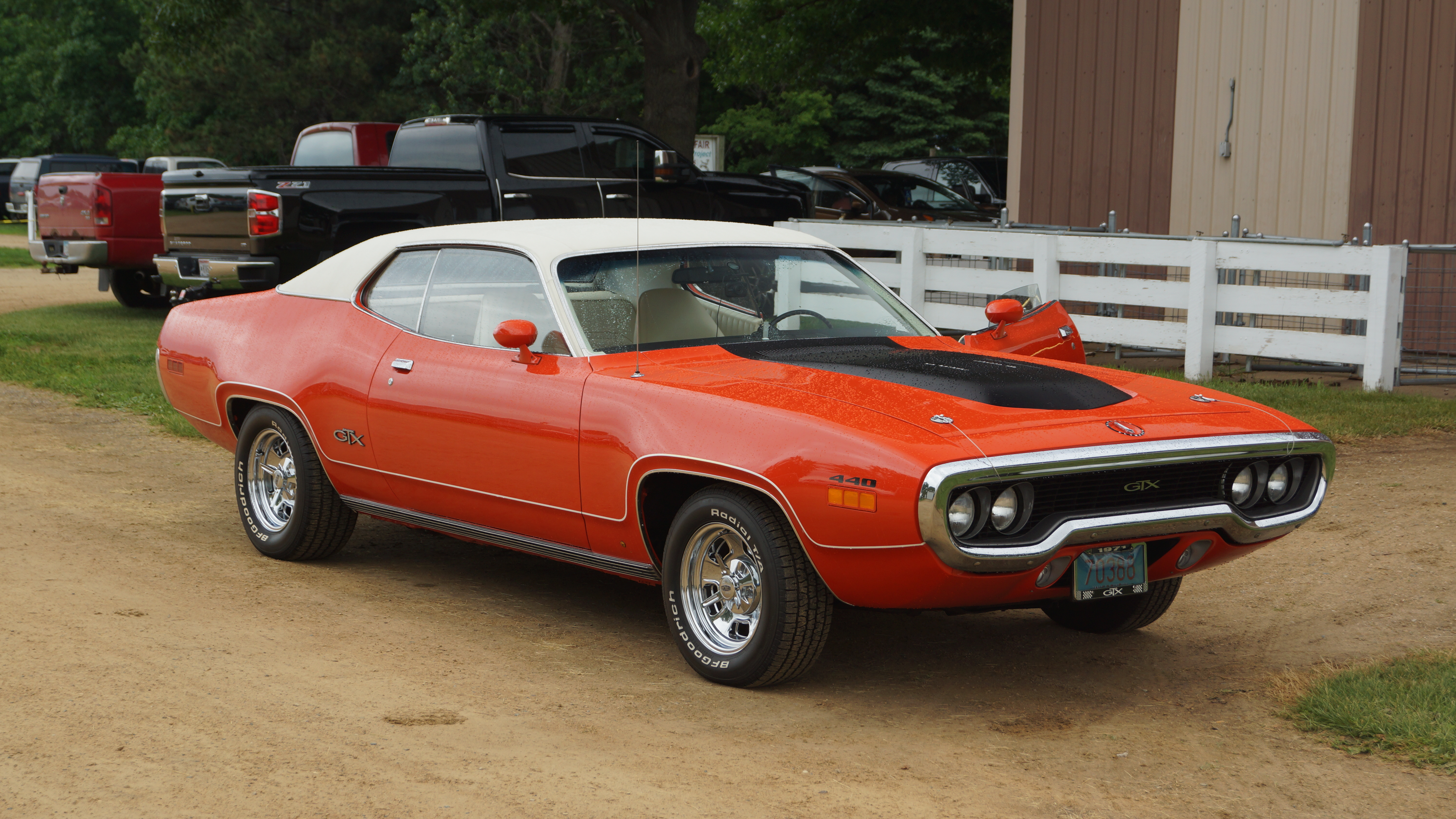
1971 Plymouth GTX 440

La B-body fut redessinée pour 1971 et comportait un style « fuselage » arrondi avec un pare-brise incliné, un capot dissimulé et un pare-chocs avant en boucle autour d'une calandre et de phares profondément encastrés. Ce fut la dernière année pour la GTX en tant que modèle autonome. Le style de carrosserie cabriolet a été abandonné.
Les choix de moteurs étaient un 440 à quatre corps, un  440 et un 426 Hemi. Les restrictions d’émission, telles que les taux de compression plus faibles et le fonctionnement plus rapide du starter, ont réduit de 5 ch la puissance du 440, à 370 ch. Le 440 Six Barrel était à 385 ch, mais le Hemi était toujours évalué à 425 ch. En partie à cause de la hausse des taux d’assurance sur les muscle cars, les ventes ont été faibles. Moins de 3 000 unités ont été produites en 1971.
De 1972 à 1974, tout Road Runner commandé avec l’option 440 optionnelle était renommé Road Runner GTX et incluait l’insigne des deux modèles précédents.